# Lac la Plonge
Der Lac la Plonge ist ein See in der kanadischen Provinz Saskatchewan.

## Lage
Der See liegt im Einzugsgebiet des Beaver River. Der Lac la Plonge wird über den kurzen nach Westen abfließenden Fluss Rivière la Plonge entwässert. Der See hat eine Fläche von 257 km². Der Lac la Plonge ist glazialen Ursprungs und liegt im Bereich des borealen Waldgürtels unweit des Kanadischen Schildes. 
Der Saskatchewan Highway 165 führt am Nordwestufer entlang. Dort befindet sich auch ein Freizeit-Resort.
Der See ist ein beliebtes Ziel für Angler. Im Winter wird er zum Eisfischen genutzt. Zu den Fischarten, die im Lac la Plonge gefangen werden, zählen Amerikanischer Seesaibling und Hecht. 